# تونی براون (بازیکن فوتبال، زاده ۱۹۵۸)
تونی براون (انگلیسی: Tony Brown؛ زادهٔ ۱۷ سپتامبر ۱۹۵۸) بازیکن فوتبال اهل بریتانیا است.
از باشگاه‌هایی که در آن بازی کرده‌است می‌توان به باشگاه فوتبال برافورد پارک آونیو، باشگاه فوتبال دونکستر راورز، باشگاه فوتبال لیدز یونایتد، باشگاه فوتبال اسکانتورپ یونایتد، باشگاه فوتبال تاکلی، و باشگاه فوتبال روچدیل اشاره کرد.